# Coringa (canção)
"Coringa" (estilizada em letras maiúsculas) é uma canção do cantor brasileiro Jão, gravada para seu terceiro álbum de estúdio Pirata (2021). Foi escrita pelo próprio Jão com Pedro Tofani e Guilherme Pereira, com a produção sendo realizada por Zebu, Paul Ralphes, e o próprio cantor. Foi lançada em 24 de fevereiro de 2021 pela Head Music e Universal Music Brasil, como primeiro single do álbum. Musicalmente, "Coringa" é uma canção pop, descrita por Jão como uma "carta que serve para qualquer momento", e fala sobre "um amor desapegado" e "livre".
O vídeo musical foi dirigido por Pedro Tofani e lançado em 25 de fevereiro de 2021 no YouTube. Após o lançamento, "Coringa" recebeu críticas positivas. Comercialmente, o single alcançou a posição 83 no Top 100 Brasil, tornando-se sua primeira entrada na parada. A canção também alcançou a posição 7 na parada Pop Nacional.

## Antecedentes e lançamento
As especulações sobre o lançamento do single começaram em 22 de fevereiro de 2021, após Jão trocar a foto do perfil das redes sociais para uma imagem azul. Em seguida ele divulgou um teaser do videoclipe com o título da canção e a data de lançamento. No dia seguinte a capa do single foi divulgada. A canção foi lançada em 24 de fevereiro de 2021, através das gravadoras Head Music e Universal Music Brasil, servindo como primeiro single do seu terceiro álbum de estúdio.

## Composição e produção
Musicalmente, "Coringa" é uma canção pop com influência dos anos 2000, que dura três minutos e sete segundos (3:07). Foi composta por Jão, Pedro Tofani e Zebu (pseudônimo de Guilherme Pereira), com produção do próprio intérprete com Zebu e Paul Ralphes. Foi mixada por Rafael Fadul em Chumba Music, sendo masterizada por Colin Leonard no SING Mastering.
Mariana Rodrigues, da Rolling Stone Brasil, observou que em "Coringa", Jão se diverte com um amor diferente das composições anteriores. É intenso na medida certa, mas sem abrir mão da liberdade, como diz em "Uma parte de mim tem medo e outra parte quer ficar / Eu sou pro que der e vier / E se for pra ser, seja o que Deus quiser". De acordo com o intérprete, "Coringa" chegou na "melhor fase de sua vida". Ele disse, "o que está acontecendo agora é um sentimento de liberdade. Eu tô me sentindo bem comigo, o que não acontece há um algum tempo".
"Coringa" é uma carta que serve para qualquer momento. É coringa do baralho, não do Batman. Fala sobre um amor desapegado, bandido.— Jão sobre a canção

## Recepção da crítica
Mari Pacheco do POPline afirmou que "Coringa" é mesmo "diferente de tudo que foi lançado até aqui, como prometido" e que é certeira, fácil e tem um potencial enorme para quebrar as barreiras do rádio. Anderson Júnior do Palco Pop disse que a canção é "divertida e sexy" além de apresentar novas referências. Gabriela Marqueti do Nação da Música afirmou que a faixa pop é diferente bastante dos trabalhos anteriores do cantor e é "contagiante", demonstrando também certo amadurecimento musical.

## Videoclipe
O videoclipe de "Coringa" foi dirigido por Pedro Tófani e foi lançado em 25 de fevereiro de 2021 no YouTube.

## Apresentações ao vivo
Jão cantou "Coringa" ao vivo pela primeira vez em 30 de março de 2021 no GQ Vozes. Em 21 de agosto de 2021, ele cantou a canção no Prazer, Luísa. Em 13 de novembro, Jão cantou a canção no Caldeirão. Jão apresentou "Coringa" na sua live no TikTok em 16 de novembro de 2021. No dia 5 de abril de 2022, ele tocou a canção como parte do show de abertura da banda estadunidense Maroon 5, no Allianz Parque.

## Prêmios e indicações
| Ano  | Prêmio                       | Categoria       | Resultado | Ref.   |
| ---- | ---------------------------- | --------------- | --------- | ------ |
| 2021 | MTV Millennial Awards Brasil | Clipão da P#rr@ | Indicado  | [ 24 ] |

## Faixas e formatos
| Download digital / streaming |           |         |  |
| N.º                          | Título    | Duração |  |
| 1.                           | "Coringa" | 3:07    |  |

## Créditos
Créditos adaptados do YouTube e Genius.
- Jão: composição, produção
- Pedro Tofani: composição, produção
- Zebu (Guilherme Pereira): composição, produção
- Paul Ralphes: produção
- Rafael Fadul: mixagem
- Colin Leonard: masterização

## Posições nas tabelas musicais
| Tabela musical (2021)   | Melhor posição |
| ----------------------- | -------------- |
| Brasil (Top 100 Brasil) | 83             |
| Brasil (Pop Nacional)   | 7              |

## Certificações
| Região                                                       | Certificação | Vendas   |
| ------------------------------------------------------------ | ------------ | -------- |
| Brasil (Pro-Música Brasil)                                   | 3× Platina   | 240 000‡ |
| ‡vendas+valores de streaming baseados apenas na certificação |              |          |

## Histórico de lançamento
| Região | Data                    | Formato(s)                 | Gravadora                  | Ref.  |
| ------ | ----------------------- | -------------------------- | -------------------------- | ----- |
| Mundo  | 24 de fevereiro de 2021 | Download digital streaming | Head Music Universal Music | [ 6 ] |